# Santa Luzia do Pará
Santa Luzia do Pará – miasto i gmina w Brazylii, w stanie Pará. Znajduje się w mezoregionie Nordeste Paraense i mikroregionie Guamá.